# پتینا (کروشواتس)
پتینا (به صربی: Petina) یک منطقهٔ مسکونی در صربستان است که در کروشواتس واقع شده‌است. پتینا ۳۵۳ نفر جمعیت دارد.